# Indický národní kongres
Indický národní kongres (v angličtině Indian National Congress, odtud používaná zkratka INC), někdy také Indický celonárodní kongres, Strana kongresu nebo jen Kongres, je přední indická politická strana. Strana byla založena roku 1885 Allanem Humem s cílem dosáhnout většího podílu Indů na správě země. Od roku 1920 stál v čele Národního kongresu Móhandás Karamčand Gándhí, který hlásal nenásilné metody politického boje formou občanské neposlušnosti (tzv. satjágraha), která se v meziválečné době stala základem politiky Kongresu. Po nástupu mladší a radikálnější generace vůdců do čela strany jako byl Subhás Čandra Bose (od roku 1938 předseda INK) a Džaváharlál Néhrú (pozdější první ministerský předseda nezávislé Indie) se cílem stala úplná samostatnost. Po osvobození Indie (1947) se stal Kongres nejsilnější stranou v zemi. Ve volbách roku 1951 obdržel Kongres 45 % a místo premiéra zaujal Džaváharlál Néhrú.
Strana historicky zastávala socialistické a protikoloniální myšlenky, od 90. let se pod vládou technokratů P. V. Narasimhy Raa a Manmóhana Singha posunula k centrismu a sociálního liberalismu. Strana uznává Gándhího princip "Sarva Dharma Sama Bhava", indické pojetí sekularismu, dle kterého místo oddělení státu a náboženství má stát považovat všechna přítomná náboženství za svá - poslední premiér z INC, Manmóhan Singh, je dokonce sikh. Tímto se primárně odlišuje od druhé hlavní strany v Indii, Indické lidové strany, která vyznává ideologii hindutva, která spojuje indický stát a národ s hinduismem. V současné době je členem Socialistické internacionály a Progresivní aliance.
Indický národní kongres je historicky nejúspěšnější stranou v Indii, nicméně od roku 2014 je v opozici vůči vládě Naréndry Módího a jeho Indické lidové strany. Předsedkyní strany je Mallikarjun Kharge.

## Vznik Kongresu

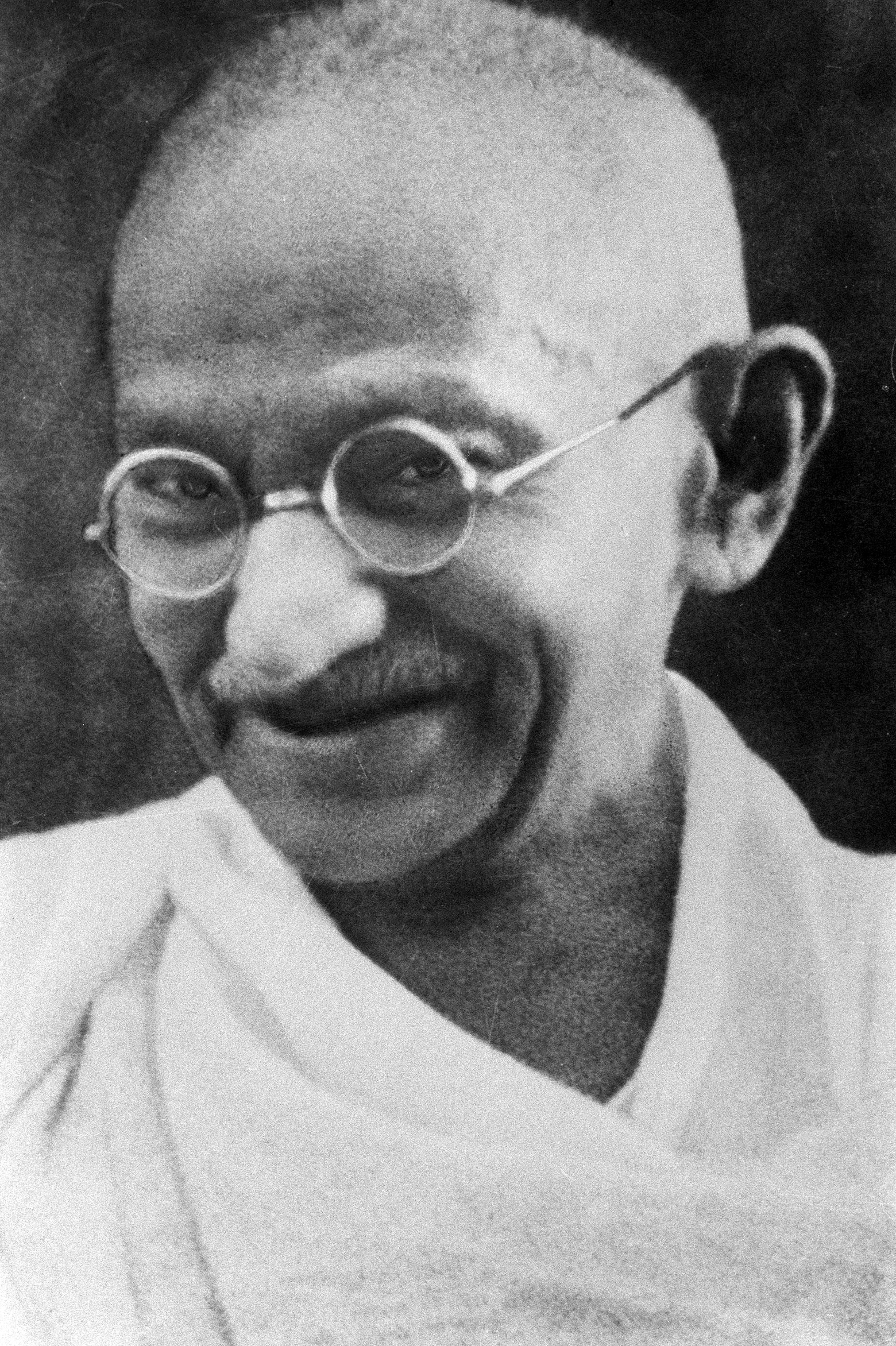
Mahátma Gándhí, 30. léta

Indický národní kongres byl založen ve dnech 28.–31. prosince 1885 na sjezdu v Tédžpálově koleji v Bombaji. Termín krátce po vánočních svátcích byl vybrán proto, že indičtí úředníci britské správy měli volno a mohli se tak sejít na delší dobu. Schůze se zúčastnilo 73 delegátů. Kromě 72 Indů byl přítomen také Allan Octavian Hume, který pomohl sjezd zprostředkovat, a také dva Britové v úloze pozorovatelů. Konferenci předsedal Voméš Čandra Banerdží, který byl také zvolen prvním předsedou Kongresu.

## Gándhího reformy
Až do 20. let 20. století byl Indický národní kongres jen volným sdružením bohatších vzdělaných vrstev. Na sjezdu v Nágpuru v roce 1920 však přijal nové stanovy, které vycházely z návrhu Mahátmy Gándhího a které proměnily Kongres v masovou politickou stranu. Jeho členem se mohl stát jakýkoli člověk starší 21 let, který zaplatí členské příspěvky a podepíše se pod program Kongresu. Za hlavní cíl bylo vyhlášeno dosažení samostatnosti Indie mírovými prostředky.

## Přehled volebních výsledků INK

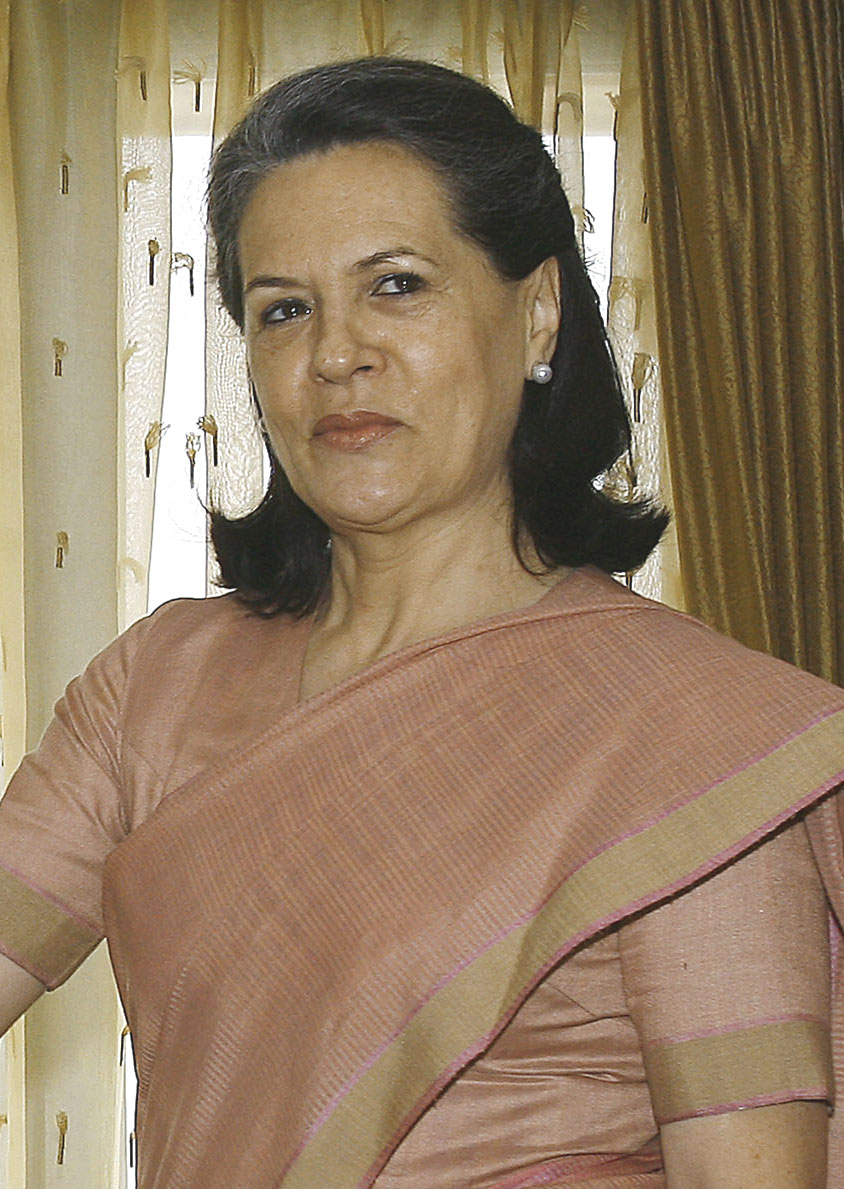
Sonia Gándhíová

- 1951: 44,99 %
- 1957: 47,78 %
- Sonia Gándhíová1962: 44,72 %
- 1967: 40,78 %
- 1971: 43,68 %
- 1977: 34,52 %
- 1980: 42,69 %
- 1984: 49,01 %
- 1989: 39,53 %
- 1991: 35,66 %
- 1996: 28,20 %
- 1998: 25,82 %
- 1999: 28,30 %
- 2004: 26,53 %
- 2009: 28,55 %
- 2014: 19,30 %